# مختلف للغاية
«مختلف للغاية» هو الألبوم المسجل الرابع للفنانه التركية هاند مانسون يانار. وصدر في 5 يناير 2006 الي الاسواق بانتاج شركه ارول كوسا للإنتاج.وقامت هاندا في هذا الالبوم بتغيرات موسيقيه حيث يحتوي هذا الالبوم علي ايقاعات البوب والترانتيف والهوس وال ار بي والنادي والرقص والموسيقي الالكترونية والروك.ويعتبر متي اوزجنيل هو أكثر ملحن ومؤلف كلمات أغاني تم ذكره اسمه في الالبوم حيث قام بكتابه وتلحين سبع أغان في الالبوم. انتهي تسجيل أغان الالبوم في مدينه هامبورغ ب ألمانيا وقامت هندا باخراجه.وهو أول عمل يصدر للاسواق لهندا بعد البوم«العشق لايدرك من روح المراه» الذي صدر في 2004.وقد قسم البوم«مختلف للغايه» اراء النقاد الفنيين الي راين. بينما كان يمتدحه البعض انتقد البعض الآخر هندا يانار بشكل سلبي بسبب تغيرها للاسلوب الموسيقي.وأختيرت أغنية«كلبشه» التي كتبها البر نارمان وفتاح جان كأغنيه إصدار الالبوم. وتم تصوير أغنيتي «نار العشق» و«من يمكن ان يعرف الحب» من نفس الالبوم وتم تصويرهما أيضا في إيطاليا وقام لوكا توميسان باخراجهم.
وخلال خمسه أيام من إصدار البوم «مختلف للغايه» تم بيع 150,000 نسخه من الالبوم.وحتي نهايه عام 2006 تم بيع 165,000 نسخه.وكرمت MÜYAP الالبوم بالشهادة الذهبيه.وحصل الالبوم كذلك في عام 2007 في جوائز بور تورك ميوزيك علي جائزة في فئه أفضل البوم.وبفضل الترويج الحديث لبعض اغاني الالبوم حصلت أغنية هندا ماكسي التي صدرت للاسواق في سبتمبر 2006 علي مكان في قائمه أي بي. وفي نهايه عام 2009 حصل الالبوم أيضا علي المركز السادس في قائمه أفضل الالبومات في العشرسنوات الاخيره والتي جهزها جيهون التوك من لجنه حكام ان تي في. وبعد عام 2006 تم طبع الالبوم من جديد واصدر لاسواق للبيع في 3مايو 2012 و19 يونيو 2012.

## الخطة الخلفيه والتطور
اصدرت هندا يانار في عام 2000 بعد إصدار البوم موعظه منك البوم أنت من طريق وانا من طريق (2002) العشق لايفهم من روح المراه (2004). وعملت هندا لأول مره مع البر نارمان وفتاح جان في البوم أنت من طريق وانا من طريق وكذلك مع متي اوزجان في البوم العشق لايفهم من روح المراه. وأوضحت هندا في مقابله صحفيه أجريت في يوليو 2004 ان اوزجنيل سوف يشارك أكثر في البومها القادم. وفي نهايه 2005 عرف أن اسم البوم هاند المسجل الرابع الذي تم الانتهاء منه في سنتين هو «مختلف للغايه». وصرحت الفنانه في احدي المقابلات الصحفيه انها في حاله من البحث وقالت أيضا انها تريد عمل البومات من الممكن سماعها «بعد عشرين سنه» وأضافت أيضا ان البومها الجديد سوف يكون «نقطه التفوق».
في 6 يناير 2006 اصدر البوم هاند يانار الرابع للاسواق. وتحدثت هند في الالبوم الذي قالت انها حضرته «من اجل الفن» عن كونه هو ظل الموسيقي التي تغذي روحها في سنوات 1980.ووضحت ان افكار الاغاني التي في البوم«مختلف للغايه» لطيفه للغايه. وشارك كلا من ارتوغ ارجين ومتي اوزجنيل والبر نارمان وفتاح جان وبولنت اريس واردم كيناي وجان شمبالي واندر جندوزلو وارول تشاي في كتابه وتلحين أغاني الالبوم المتكونه من 10 أغنية. ويعتبر اوزجنيل هو أكثر كاتب وملحن تم ذكر اسمه في الالبوم بكتابته وتلحينه لسبع أغان. اما في تلحين الاغاني فقد شارك اردم كيناي وفريم كارا اوغلو وبلونت اريس ورانا «جركو» كروجر وجينجو اري. واصبح اردم كيناي بتلحينه لثمان أغان أكثر ملحن يتم ذكر اسمه في الالبوم. وتم الانتهاء من التسجيلات الصوتيه في استوديو بويا ميوزيك بمدينه هامبورغ بألمانيا. والتقط سيمون هنوود صور الالبوم التي ركزت علي اللون الاخضر واهتم كذلك في كتيب الالبوم باللون الاخضر. اما نوع موسيقي المستخدمه في الالبوم هي البوب والالتراناتيف والهوس والار بي والنادي والرقص والموسيقي الالكترونية واروك.

بعد إصدار البوم«مختلف للغايه» بخمسه أيام وصل عدد مبيعات الالبوم الي 150,000.وخلال عام 2006 وصل عدد النسخ الي 165,000. وقامت MÜYAPباهداء الالبوم الشهادة الذهبيه وفي عام 2007 حصل الالبوم علي جائزة في فئه أفضل البوم في جوائز بورتورك ميوزيك. ووضعت مجلة ستار ستايل التي تنشر في أوروبا الالبوم في المركز 17 في قائمه أفضل البومات لعام 2006 وتحدثت المجلة عن هندا يانار كانها مادونا التركيه. وفي نهايه عام 2009 حصل الالبوم علي المركز السادس في قائمه أفضل الالبومات في العشرسنوات الاخيره والتي جهزها جيهون التوك من لجنه حكام ان تي في. وبعد عام 2006 تم طبع الالبوم من جديد واصدر لاسواق للبيع في 3مايو 2012 و19 يونيو 2012.

## روابط خارجية
- مختلف للغاية على موقع أول موفي (الإنجليزية)